# Sun Tower (Abu Dhabi)
Sun Tower ist der Name eines Hochhauses auf der Insel Reem in Abu Dhabi, der Hauptstadt der Vereinigten Arabischen Emirate.
Die Endhöhe von 237,6 Metern wurde im August 2009 erreicht. Seit der Fertigstellung im Jahr 2010 befinden sich Wohnungen und ein Einkaufszentrum im Sun Tower.
Er ist Teil des Gebäudekomplexes The Gate Shams Abu Dhabi, zu dem sechs weitere Gebäude zählen. Das höchste Gebäude im Komplex ist der Sky Tower mit 292,2 Metern, gefolgt von den Gate Towers 1–4 (238 m), dem Sun Tower und dem Arc at Gate Towers (84,6 m).
Die Gebäude wurden vom Architekturbüro Arquitectonica geplant. Die tragenden Elemente des Turms bestehen aus Stahlbeton.